# 北郷翁久
北郷 翁久（ほんごう おきひさ）は、江戸時代初期の薩摩藩士。都城私領主である北郷氏13代当主。

## 生涯
慶長15年（1610年）、12代当主北郷忠能の嫡男として生まれる。元和元年（1615年）、島津宗家の人質として駿府に上り徳川家康に拝謁し太刀、縮緬等を献上する。その後、江戸へ参府し将軍徳川秀忠に拝謁し太刀、帷子等を献上し、羽織等を拝領する。寛永元年（1624年）、鹿児島城において元服。同4年（1627年）、藩主島津家久の娘を娶るが、翌年鹿児島において19歳にて病死。北郷氏の家督は弟の忠亮が相続した。